# Croisy-sur-Andelle
Croisy-sur-Andelle è un comune francese di 519 abitanti situato nel dipartimento della Senna Marittima nella regione della Normandia.

## Società

### Evoluzione demografica
Abitanti censiti